# Ophiura fluctuans
Ophiura fluctuans är en ormstjärneart som beskrevs av Jean Baptiste François René Koehler 1922. Ophiura fluctuans ingår i släktet Ophiura och familjen fransormstjärnor. Inga underarter finns listade i Catalogue of Life.